# Шістка (село)
Шістка (пол. Szóstka, Шустка) — село в Польщі, у гміні Дрелів Більського повіту Люблінського воєводства. Населення — 438 осіб (2011).

## Історія
1551 року вперше згадується православна церква в селі.
У часи входження до складу Російської імперії належало до Радинського повіту Сідлецької губернії. За даними етнографічної експедиції 1869—1870 років під керівництвом Павла Чубинського, у селі проживали лише греко-католики, усе населення розмовляло українською мовою.
У 1921 році село входило до складу гміни Шістка Радинського повіту Люблінського воєводства Польської Республіки. У міжвоєнні 1918—1939 роки польська влада в рамках великої акції закриття та руйнування українських храмів на Холмщині і Підляшші перетворила місцеву православну церкву на римо-католицький костел.
У 1975—1998 роках село належало до Білопідляського воєводства.

## Населення
За переписом населення Польщі 1921 року в селі налічувалося 107 будинків та 497 мешканців, з них:
- 232 чоловіки та 265 жінок;
- 172 православні, 325 римо-католиків;
- 152 українці, 337 поляків, 8 осіб іншої національності.

Демографічна структура станом на 31 березня 2011 року:
|          | Загалом | Допрацездатний вік | Працездатний вік | Постпрацездатний вік |
| -------- | ------- | ------------------ | ---------------- | -------------------- |
| Чоловіки | 207     | 38                 | 139              | 30                   |
| Жінки    | 231     | 43                 | 120              | 68                   |
| Разом    | 438     | 81                 | 259              | 98                   |